# Sphodromantis kersteni
Sphodromantis kersteni é uma espécie de louva-a-deus da família dos Mantidae, sendo encontrados no Quênia, Sudão, e Tanzânia.